# Afrodisiac (Lied)
Afrodisiac (Kofferwort aus afro- und engl. aphrodisiac ‚Aphrodisiakum‘) ist ein Urban-Pop-Song der US-amerikanischen R&B-Sängerin Brandy. Geschrieben und komponiert wurde der Titel von Timothy „Timbaland“ Mosley, Isaac Phillips, Kenisha Pratt und Kenneth Pratt für das gleichnamige vierte Studioalbum der Sängerin Afrodisiac. 
Im September 2004 wurde der Track als zweite internationale Single aus dem Album ausgekoppelt. Trotz geringer Promotion war der Song ein mittelmäßig großer Hit in Europa, Ozeanien und Asien.

## Hintergrund
Afrodisiac war einer der ersten Songs des gleichnamigen Albums. Brandy arbeitete gemeinsam mit Kenisha und Kenneth Pratt, zwei Songwritern, mit denen sie bereits an vorherigen Alben arbeitete, und dem neuen Produzenten Timbaland,  anstatt mit Darkchild, dem Produzenten ihres dritten Albums Full Moon, in den Hit-Factory-Criteria-Tonstudios in Miami. Die Sängerin nannte den Titel ihren Liebling auf dem Album: „Man kann das Streben nach Liebe dem Song anhören“, sagte Brandy hierzu in einem Interview mit dem Ebony-Magazin. „Bis jetzt hatte ich noch nie ein Aphrodisiakum“. Inhaltlich befasse sich der Track mit der Sucht, die eine Protagonistin nach einer anderen Person verspürt; diese Person bezeichne sie dann als ihr persönliches Aphrodisiakum.

## Kontroverse
Der Song leakte bereits – als einer von drei Songs des Albums – mehr als ein halbes Jahr vor der Veröffentlichung des Albums und war somit ein früher potentieller Kandidat für die Lead-Single des gleichnamigen Albums. Als dann jedoch, der von Kanye West produzierte Mid-Tempo-Song Talk About Our Love als erste Single gewählt wurde, protestierte Timbaland öffentlich in diversen Zeitschriften-Interviews gegen die seiner Meinung nach falsche Entscheidung. Sogar Brandy selbst ließ verkünden, dass sie unzufrieden sei mit der ersten Single und ihre persönliche erste Wahl der Titeltrack des Albums gewesen wäre. Schuld hätten der zu diesem Zeitpunkt engagierte Manager, Benny Medina und die Plattenbosse von Atlantic Records an der „Fehlentscheidung“ bezüglich der ersten Single des Albums.

## Titellisten
Internationale CD-Single
1. "Afrodisiac" (album version)
2. "Sirens"
3. "Talk About Our Love" (TKC edit w/ Rap)
4. "Afrodisiac" (video)

UK-CD-Single
1. "Afrodisiac" (album version)
2. "Talk About Our Love" (E-Smoove classic edit)

DVD-Single
1. "Afrodisiac" (album version)
2. "Sirens"
3. "Afrodisiac" (video)
4. "Talk About Our Love" (video)
5. "Making of Afrodisiac" (video)
6. "Brandy Photo Gallery"

EU-Promo-CD
1. "Afrodisiac" (album version)
2. "Afrodisiac" (instrumental)

## Charts und Chartplatzierungen
| ChartsChartplatzierungen     | Höchstplatzierung | Wochen |
| ---------------------------- | ----------------- | ------ |
| Schweiz (IFPI)               | 36 (17 Wo.)       | 17     |
| Vereinigtes Königreich (OCC) | 11 (9 Wo.)        | 9      |